# Транспорт в Республике Косово

Карта Косова

Транспорт в Республике Косово испытывает сложности в связи с политическими проблемами, касающимися международного признания. Республика Косово провозгласила в 2008 году независимость от Сербии и в настоящее время является частично-признанным государством. Транспортное сообщение на севере прервано, поскольку Сербия не признаёт независимость Косова. Остальные страны, с которыми граничит Косово, признали его независимость. После провозглашения независимости были проведены работы по модернизации дорожной инфраструктуры, городского и воздушного транспорта. Транспорт играет важную роль в экономике Республики Косово.

## Автомобильный транспорт

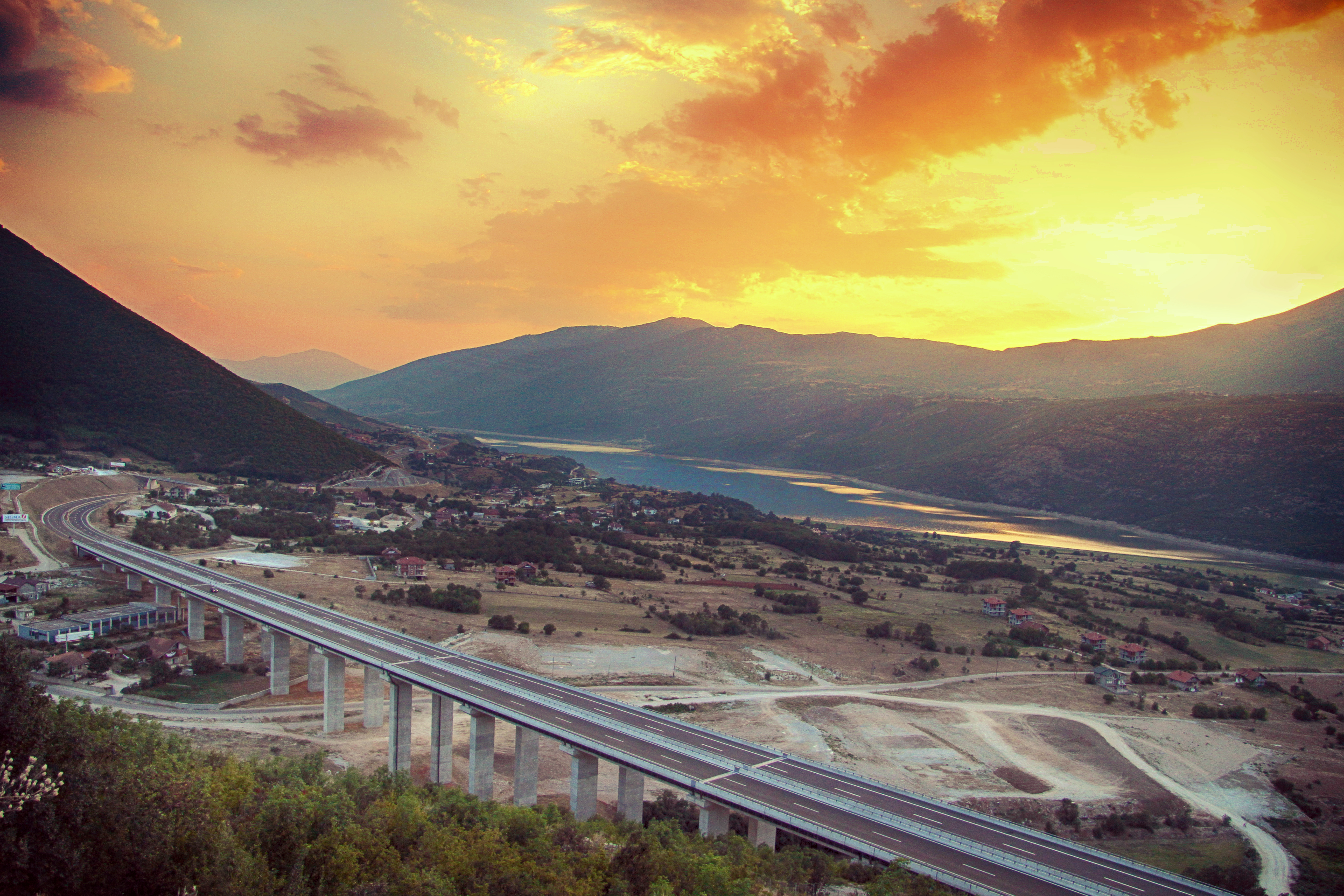
Живописный вид на шоссе Албании-Косова с протекающей рядом рекой Белый Дрин.

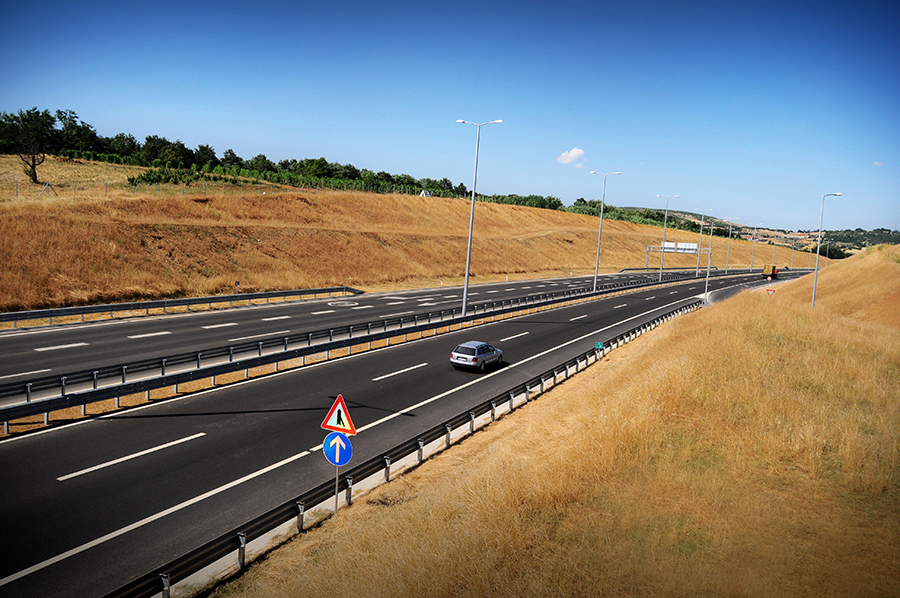
Часть шоссе Р7

В последние годы в Косове ведётся активное дорожное строительство.
Автомагистраль R6 (алб. Autostrada Arbën Xhaferi) в настоящее время находится на стадии строительства. Являясь частью Европейского маршрута Е65, это второе шоссе построенное в регионе. Она связывает Приштину с македонской границей в городе Дженерал-Янкович, который находится примерно в 20 км от Скопье. Строительство автомагистрали началось в 2014 году и будет завершено в 2017—2018 годах.
Автомагистраль R7 (обычно называемая шоссе Ибрагима Руговы; алб. Autostrada Ibrahim Rugova) является первым шоссе Косова и частью Европейской трассы E851. Она идёт от албанской границы (село Вëрмицë) до Приштины. Строительство автомагистрали началось в апреле 2010 года и было завершено в 2013 году. Шоссе рассматривается как часть более крупного коридора Вëрмицë-Мердаре, заканчивающегося в Мердаре у границы с Сербией на востоке Косова. Длина автодороги R7 составляет 101 км, стоимость — по €700 млн/ $790 млн. Благодаря строительству этого шоссе, а также автомагистрали A1 в Албании, время поездки из Приштины в Тирану сократилось до 3 часов. После того как будет завершён проект оставшейся части Е80 Приштина-Мердаре, автомагистраль свяжет Косово по шоссе E80 с панъевропейским коридором X (Е75) около города Ниш (Сербия).

## Воздушный транспорт

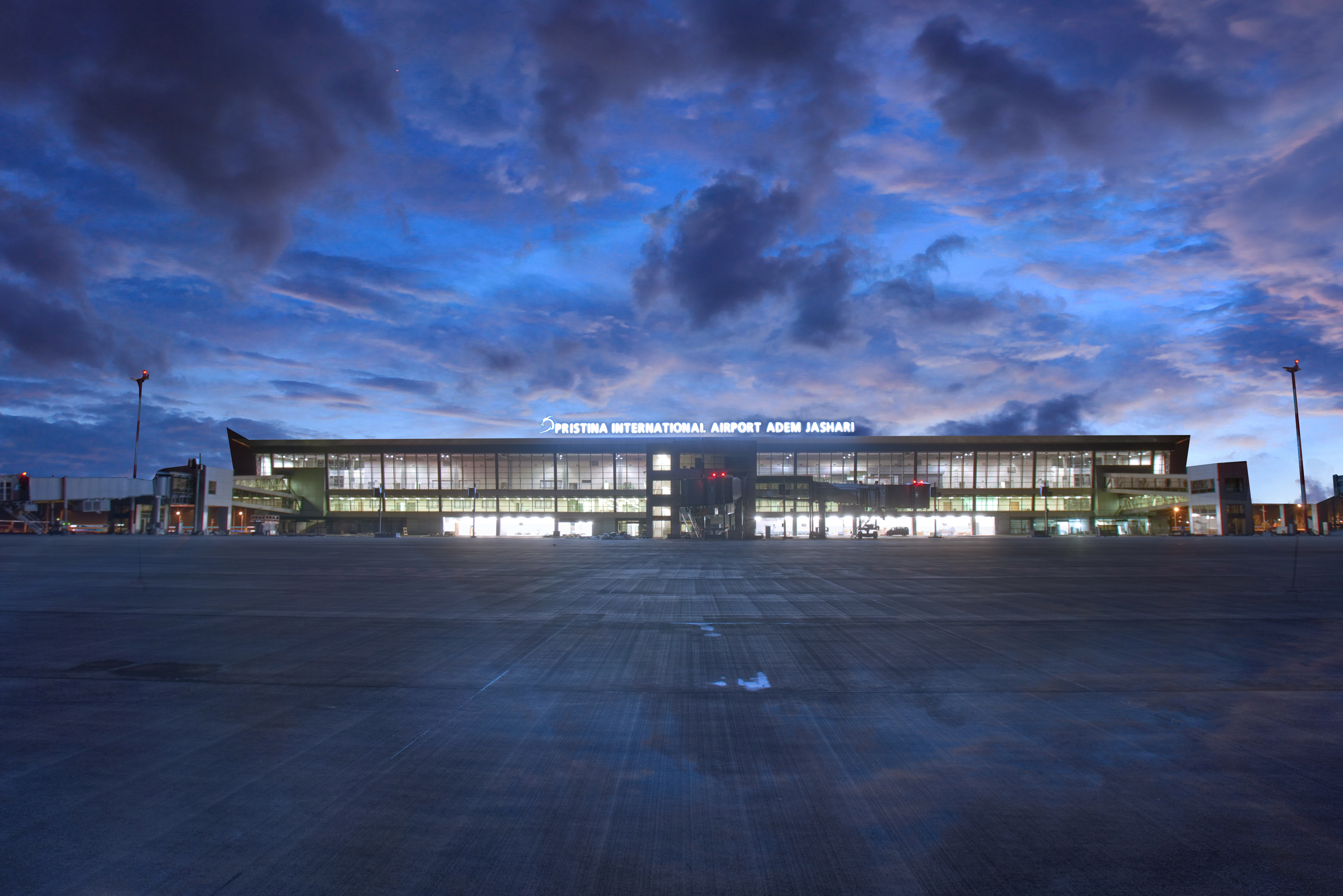
Международный аэропорт Приштина

В Косове расположены три аэропорта: Джаковица, Батлава-Доня и единственный международный аэропорт в Приштине. Аэропорт Джаковица был построен KFOR после Косовской войны рядом с существующим аэродромом, использовавшимся для сельскохозяйственных целей, он использовался в основном для военных и гуманитарных рейсов. Существуют планы превращения его в гражданский и коммерческий аэропорт.
Приштинский аэропорт расположен к юго-западу от Приштины. Это международный аэропорт, который обслуживает более 1,75 млн пассажиров в год.

## Железнодорожный транспорт

Карта железнодорожной системы Косова

Первая железнодорожная линия на территории Косова была построена под турецким руководством для Compagnie des Chemins de Fer Orientaux. Железная дорога начиналась в Салониках, шла на север в Скопье и достигла Косовской-Митровицы в 1873 году.
До Первой мировой войны она использовалась Сербскими железными дорогами, которые действовали как Югославские железные дороги в период с 1918 по 1992 год, и прекратили свою деятельность в Косове после вмешательства НАТО в 1999 году. В 2008 году Сербские железные дороги были восстановили некоторые свои маршруты на севере региона Косова.
Компания Trainkos обслуживает 430 км железных дорог в Косове, из которых 333 км используются для грузовых и пассажирских перевозок и 97 км только для грузовых перевозок. Неэлектрифицированная сеть первоначально состояла из двух линий, пересекающихся на железнодорожной станции Фуше-Косово в Косовом-Поле: основной линии, идущей от Кралева в Западной Сербии через Косовску-Митровицу и Косово-Поле в Скопье в Македонии, и ветки, идущей с востока на запад от города Ниш на юге Сербии через Приштинский вокзал в Приштине и Косово-Поле с одним ответвлением, ведущим к городам Печ и Призрен. По этим линиям из Приштины в Печ и из Косова в Македонию по-прежнему ходят пассажирские поезда. Некоторые части железнодорожной сети используются для грузовых перевозок, в частности Косово-Поле — Обилич. Другие части сети в настоящее время не используется. В течение многих лет были планы продлить ветку до Призрена и далее через границу в Албанию. Однако эти проекты не более чем протоколы о намерениях.